# 奄美群島の名字
奄美群島の名字（あまみぐんとうのみょうじ）
本来、奄美群島には名字が存在しなかったと言われているが、琉球王国時代（那覇世）以前に島民や本土住民の移住や往来が多く確認されており、その事実から名字の使用が古くからあったことは確実とされる（奄美群島の歴史参照）。
しかし、薩摩藩の琉球侵攻後は、直轄領とされた奄美島民を全て農民とする政策によって公の名字の名乗りが禁止され、18世紀になってから藩政に貢献した特別な家に限り名字が与えられていく。
例として、かつて為政者であった笠利氏を出自とする佐文仁為辰 〈さぶんに ためたつ〉が、1726年に田畑姓を薩摩藩主より与えられ、後の郷士格となる。

## 歴史
奄美は7世紀ごろヤマト王権（大和朝廷）に方物を献上して朝貢し、10世紀には南蛮の入寇として日本本土を襲撃するなど、日本から見た辺境勢力として一定の独自の勢力を維持していた（奄美世 - 按司世）。琉球で次第に按司が糾合し三山王国を建て発展し琉球側が優勢となる14世紀以降、その影響が奄美にも及ぶ。1429年に尚巴志が沖縄全島を統一して勢力を強めた結果、15世紀には琉球王国からたびたび征伐を受けて従属する形となった。
薩摩藩は1609年、琉球侵攻により琉球王国を服属させ、1611年に奄美群島を蔵入地（直轄領）とし、政治機構等の整備を進めた。
当初は群島民を農民階級とすることで琉球時代の名乗りを禁止したが、統治が安定してくると奄美群島における藩政に多大な貢献をした家に限って名字を与えた。
奄美大島を長らく支配し、笠利氏を名乗っていた佐文仁為辰（さぶんに・ためたつ）が、1726年に薩摩藩主より正式に代々外城衆中格（後の郷士格）の地位と田畑姓を与えられ、1752年に澄江（一代郷士格）、1761年に砂守（代々郷士格）の計3家が成立した。
その後、4番目の郷士格への取立審議が行われた際（島津重豪の時代）に、本領と差別化するために一字の名字とすることに改められ、以前よりの3家に対しても一字姓とするように命じられた（1785年）。
これに関しては、事実上支配下に置いた琉球王国が中国の冊封体制下であり続け、琉球の士族階級が中国名を使用していたことが関係していると思われる。
その結果、前述の田畑氏は本拠地の龍郷から龍家を、砂守氏も同じく伊仙から伊家を名乗るようになった。
薩摩藩士が奄美他へ赴任・移住後も在留し、その子孫達がその名字を継承したが、本来は二文字や三文字であっても、その中の一文字を使って山元を元、伊集院を伊などとしていた。
また、統や朝のように先祖が琉球の役人であったため、名乗頭をそのまま名字とした例もある。
これら一字姓は公的な場合にのみ使用され、本来は二字姓等の家は私的には元の名字を名乗ることが多かったようである。
幕末になるにつれ藩の基準も曖昧になっていき、公文書等で元の二字や三字の名字が確認される。
1875年の平民苗字必称義務令により全ての国民が名字を名乗ることが義務化されると、多くは馴染みのある一字を姓にしたり、それを含めた二字姓を登録したが、かつて二字姓を与えられていた家は元の姓に復した。